# 格奥尔基·本茨亚
格奥尔基·本茨亚（羅馬尼亞語：Gheorghe Benția，1897年7月1日—1975年9月1日），罗马尼亚男子橄榄球运动员。他曾代表罗马尼亚国家队参加1924年夏季奥林匹克运动会橄榄球比赛，获得一枚铜牌。